# روپرت سندرز
روپرت سندرز (انگلیسی: Rupert Sanders؛ زادهٔ ۱۶ مارس ۱۹۷۱) کارگردان فیلم اهل بریتانیا است.
از فیلم‌هایی که وی کارگردان آن بوده است، می‌توان به سفیدبرفی و شکارچی و شبح درون پوسته اشاره کرد.